# Milan Rúfus
Milan Rúfus (ur. 10 grudnia 1928 w Závažnej Porube, zm. 11 stycznia 2009 w Bratysławie) – słowacki poeta, eseista i tłumacz.
Urodził się w rodzinie murarza. Uczęszczał do szkoły ludowej w rodzinnym miasteczku, po czym zdał maturę w 1948 r. w gimnazjum w Liptowskim Mikułaszu. W latach 1948–1952 studiował słowacystykę i historię na bratysławskim uniwersytecie. Po obronie doktoratu w 1952 r. został pedagogiem na Wydziale Filozoficznym. W latach 1966–1970 był lektorem słowackim i czeskim na uniwersytecie w Neapolu.
Milan Rúfus otrzymał w 2005 r. Nagrodę Ministra Kultury za tom poetycki Báseň a čas („Poeta i czas”).
Poeta zajmuje w literaturze słowackiej miejsce poczesne. Jest jednym z najwybitniejszych jej twórców, odnowicielem poezji współczesnej nielicznego narodu.
Rúfus przeciwstawił się tendencjom surrealistycznym, od których odciął się w strukturach obrazu poetyckiego. Nawiązał za to do tradycji słowackiego modernizmu, rozbarwiając go elementami rodzimego folkloru.

## Odznaczenia
- Order Ľudovíta Štúra I Klasy – 1995[1]
- Krzyż Pribiny I Klasy – 2009[2]
- Krzyż Prezydenta Republiki Słowackiej I Stopnia – 2003[3]
- Order Tomáša Garrigue Masaryka III klasy – 1991[4]

## Wybory poezji
- 1969 – Triptych („Tryptyk”)
- 1972 oraz 1975 – Básne („Poezje”)
- 1978 – A čo je báseň („A czym jest poezja”)

## Eseje
- 1968 – Človek, čas a tvorba („Człowiek, czas i twórczość”)
- 1974 – O literatúre („O literaturze”)

Utwory Rúfusa ukazały się w polskich przekładach w latach 1977 (Wiersze) i 1995 (Wybór wierszy).